# Ian McCulloch
Ian McCulloch (n. 28 iulie 1971, Walton-le-Dale⁠(d), South Ribble, Anglia, Regatul Unit) este un fost jucător englez profesionist de snooker. A fost profesionist timp de 20 de sezoane, între 1992 și 2012. Cea mai înaltă poziție atinsă în clasamentul mondial este locul 16, în sezonul 2005-2006. A adunat în carieră 105 breakuri de peste o sută de puncte. A jucat două finale în turnee de puncte, fiind învins în 2002 la Openul Britanic de Paul Hunter cu 9-4 și în 2004 la Marele Premiu de Ronnie O'Sullivan cu 9–5.